# Verwaltungsgemeinschaft Lohmen/Stadt Wehlen
Die Verwaltungsgemeinschaft Lohmen/Stadt Wehlen ist eine Verwaltungsgemeinschaft im Freistaat Sachsen im Landkreis Sächsische Schweiz-Osterzgebirge. Sie liegt im Zentrum des Landkreises etwas südöstlich der Landeshauptstadt Dresden. Sie grenzt im Nordwesten an die Kreisstadt Pirna, im Südwesten an die Elbe und im Osten und Süden an den Nationalpark Sächsische Schweiz, in dem Teile der Verwaltungsgemeinschaft liegen.
Die Verwaltungsgemeinschaft entstand am 1. Januar 1999 als Verwaltungsgemeinschaft Lohmen. Seit dem 1. Januar 2000 hat sie ihren heutigen Namen.

## Mitgliedsgemeinden
- Lohmen mit den Ortsteilen Daube, Doberzeit, Mühlsdorf und Uttewalde
- Stadt Wehlen mit den Ortsteilen Stadt Wehlen, Dorf Wehlen, Pötzscha und Zeichen